# アクア フレッシュ
「アクア フレッシュ」は、日本の音楽グループ、スチャダラパーの12枚目のシングル。1996年7月10日発売。発売元は東芝EMI / EASTWORLD。

## 概要
前作「クライング・ドゥービーマン」から9ヶ月ぶりとなるシングル。

## 収録曲
作詞・作曲・編曲：松本洋介・松本真介・光嶋誠
1. アクア フレッシュ(5:05)
2. クライング ドゥ ビーマン（パンチ・ミックス）(4:28)
  - リミックス：ホテー
3. アクア フレッシュ (Instrumental)(5:05)

## 収録アルバム

### アクア フレッシュ
- オリジナル『偶然のアルバム』（1996年9月4日）
- ベスト『東芝クラシックス95-97』（1998年3月25日）
- ベスト『THE BEST OF スチャダラパー1990～2010』（2010年2月24日）

### クライング ドゥ ビーマン（パンチ・ミックス）
- オムニバス『RELAXIN' WITH JAPANESE LOVERS JAPANESE LOVERS ROCK COLLECTIONS』（2003年6月25日）